# Pronation

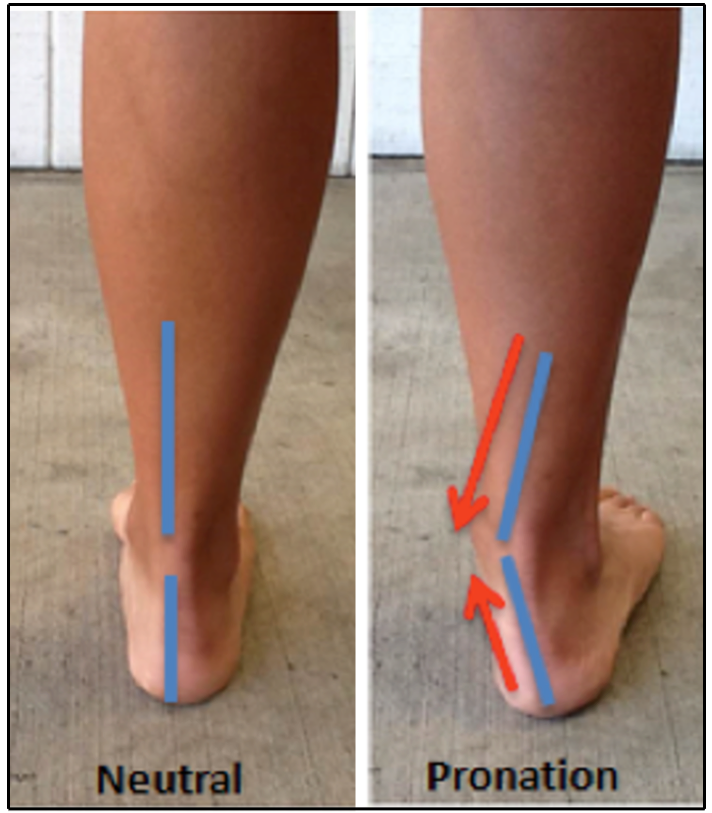

Pronation är en anatomisk, kinesiologisk term som avser inåtrotation av en kroppsdel, till exempel underarm, gentemot kroppens medellinje. Vid pronation av en framåtsträckt arm kommer handflatan nedåt och tummen inåt. Pronation av foten är en kombination av eversion och abduktion, alltså när fotsulan vrids lateralt.
Prone innebär ligga med ansikte nedåt (eller ligga på ventralytan).